# Епархия Луни
Епархия Луни (лат. Dioecesis Lunensis) — церковная епархия с епископской кафедрой в Луни. История епархии сложна: на протяжении веков она претерпевала различные и существенные изменений как в церковно-правовом, так и в территориальном отношении.
С 4 августа 1975 года епархия Луни обрела исходный титул.
Происхождение христианства в регионе можно проследить до начала III века. Оно связано с торговлей в порту Луни, в частности, с мраморными карьерами в Апуанских Альпах, а также с расположенными там военными гарнизонами и распределением местных земель среди ветеранов. В 275 году был избран папа Евтихий, которого Liber Pontificalis упоминает как natione Tuscus ex patre Marino de civitate Lunae. Что касается основания, образования и территориальной организации, разумно предположить, что епархия была сформирована позже, примерно в начале V века.

## Епископы
- святой Василий Лунийский
- святой Соларий Лунийский
- святой Феликс Лунийский
- святой Венанций Лунийский[итал.]
- святой Терентий Лунийский